# Calliste à gorge verte
Stilpnia argyrofenges
Espèce
Statut de conservation UICN

 VU A3c : Vulnérable
Le Calliste à gorge verte (Stilpnia argyrofenges) ou Tangara à gorge verte, est une espèce d'oiseaux de la famille des Thraupidae.

## Description
Il mesure 13 cm de long pour un poids de 18 à 20 g.

## Répartition et habitat
On le trouve dans le sud-est de l'Équateur, le nord et le centre du Pérou et à l'est de la Bolivie.
Il vit dans les forêts humides de montagne et à la lisière des forêts.

## Sous-espèces
D'après la classification de référence (version 15.1, 2025) du Congrès ornithologique international, cette espèce est constituée des deux sous-espèces suivantes :
- S. a. caeruleigularis
- S. a. argyrofenges